# Поговор
Поговор — озеро в Таборинском районе Свердловской области, Россия.

## Географическое положение
Озеро расположено в 13 километрах к северо-западу от деревни Фирули, в междуречье рек Тавда и Таборинка (правый приток Тавды). Озеро площадью — 1,2 км², с уровнем воды — 71 метра, глубина — 1,5 метра.

## Топоним
Поговор в русском языке означает — слух, молва.

## Описание
Озеро не имеет поверхностного стока. Берега местами заболочены и покрыты лесом. В озере водится карась, линь, гольян и гнездится водоплавающая птица.